# Hrabstwo Sweet Grass
Hrabstwo Sweet Grass (ang. Sweet Grass County) – hrabstwo w stanie Montana w Stanach Zjednoczonych. Obszar całkowity hrabstwa obejmuje powierzchnię 1862 mil² (4822,56 km²). Według szacunków United States Census Bureau w roku 2009 miało 32 949 mieszkańców. Jego siedzibą jest Big Timber.
Hrabstwo powstało w 1895 roku.

## Miasta
- Big Timber

## CDP
- Greycliff